# Dimitrios Tzimourtos
Dimitrios Tzimourtos (griechisch Δημήτρης Τζιμούρτος, * 10. Februar 1981 in Veria/Griechenland) ist ein ehemaliger griechischer Handballspieler.
Tzimourtos, der zuletzt für den deutschen Verein Eintracht Hildesheim spielte und für die griechische Männer-Handballnationalmannschaft auflief, wurde meist als Rechtsaußen eingesetzt.

## Karriere
Dimitrios Tzimourtos begann mit dem Handballspiel bei Filippos Verias in seiner Heimatstadt. Dort debütierte er auch in der ersten griechischen Liga. 1999, 2001 und 2003 gewann er mit Verias die griechische Meisterschaft sowie 1999, 2001, 2003, 2004 und 2007 den griechischen Pokal; 2003 und zog ins Finale des EHF Challenge Cups ein, wo er jedoch dem dänischen Verein Skjern Håndbold unterlag. Tzimourtos wurde 2004, 2005 und 2006 jeweils zum besten Rechtsaußen der griechischen Liga gewählt. 2007 suchte er eine neue Herausforderung und wechselte zu Eintracht Hildesheim in die deutsche 2. Handball-Bundesliga. Dort avancierte er mit 142 Toren zu einem der besten Rechtsaußen der Liga, so dass er auch ins Blickfeld von Erstligisten geriet; im Sommer 2008 kündigte Tzimourtos seinen Vertrag bei den Domstädtern und wechselte zur MT Melsungen. Nach über zwei Jahren beim Bundesligisten wurde im September 2010 sein Vertrag auf eigenen Wunsch aufgelöst und anschließend unterschrieb er wieder einen Vertrag bei Eintracht Hildesheim, für den er bis 2015 spielte.
Dimitrios Tzimourtos hat bisher über 132 Länderspiele für die griechische Handballnationalmannschaft bestritten. Mit seinem Land belegte er bei den Olympischen Spielen 2004 in Athen sowie bei der Handball-Weltmeisterschaft der Herren 2005 in Portugal jeweils den sechsten Platz.